# Rollate
Il Ròllate (róllat in sappadino) è una maschera tipica del carnevale alpino di Sappada (Udine).

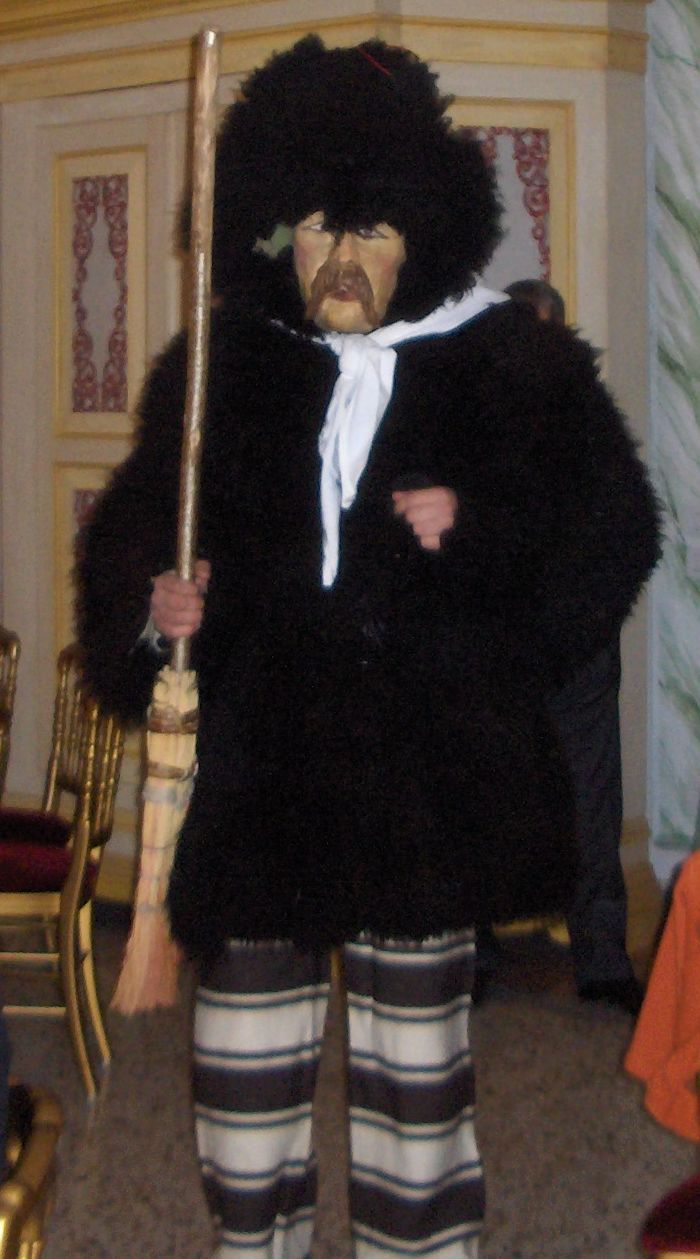
Il Rollate è la maschera guida

## Descrizione
Il Rollate è sempre presente in tutti i momenti del Carnevale, sia nelle giornate fisse (Pèttlar sunntach – Domenica dei Poveri, Paurn sunntach  - Domenica dei Contadini, Vaastign pfinzntòk  - Giovedì Grasso, Hearn sunntach  - Domenica dei Signori, Vrèssmontach – Lunedì Grasso, Schpaibertach  - Martedì Grasso con il No Club), sia a discrezione dei mascherati in qualsiasi giorno del periodo carnevalesco compreso tra la Domenica dei Poveri e la mezzanotte del martedì grasso. Ai Rollate è permesso uscire anche nella giornata di Metà Quaresima (Mittavòschte).
Il Rollate è tradizionalmente l'unica maschera protagonista del Lunedì grasso, Vrèss montach: i gruppi di Rollate si radunano per girare per le vie, visitando case e locali.
In passato il Rollate era una maschera più cattiva, si racconta che vestirsi da Rollate fosse un'occasione per vendicarsi delle offese subite e dissipare vecchi rancori.
I Rollate erano preceduti dai pagliacci (pajazn), maschere colorate con un cappello a cono, che saltellavano loro intorno. Dopo che questi sono quasi pressoché scomparsi, il Rollate ha preso a rincorrere i bambini, ruolo spettante ai pagliacci.
In passato, di norma, i Carnevali erano proibiti ai bambini perché si trattava di un rituale riservato unicamente agli adulti; l'esclusione dei bambini comportava anche che venissero spaventati e inseguiti dalle maschere, se si fossero fatti troppo vicini. Anche a Sappada i bambini non solo non potevano mascherarsi e partecipare assieme agli adulti ma erano anche minacciati dalle maschere. Soprattutto al Rollate spettava minacciare ed impaurire i bambini che, terrorizzati, scappavano ai piani più alti delle case o si rifugiavano al sicuro, quando sentivano il suono delle rolln avvicinarsi minacciosamente (alcuni Rollate erano particolarmente temuti per la loro cattiveria - il rischio era quello di essere sorpresi ed essere inseguiti o addirittura anche gettati nelle fontane).
Il Rollate, in qualità di maschera-guida perché alla testa del corteo, ha la funzione di precedere ed annunciare l'ingresso delle maschere in gruppo nelle case nel momento delle visite (anche se ora le maschere giungono spesso separatamente dai Rollate – un tempo spettava al Rollate proteggere le maschere e, quando queste entravano nelle case, era suo compito spazzare in terra per “pulire”, prima del passaggio delle maschere).

## Personaggio
Il Rollate (róllat in sappadino) indossa una pesante pelliccia scura (pelz) di montone che ricorda il manto dell'orso: è ampio e lungo fino alle ginocchia, con un grande cappuccio che avvolge completamente il capo ed è ornato da un ciuffo di lana rossa (gormcioff – un tempo di carta) in alto, sul retro. Porta il volto coperto da una maschera (lòrve) rigorosamente in legno che altera la voce di chi la indossa: è una maschera che deve interloquire con la gente ed è importante che parli in falsetto (goschn). La maschera da rollate si deve distinguere da quelle delle altre maschere per l'espressione severa: fondamentali sono i baffi (schnuirpòrt) folti e scuri, così come folte e scure sono le sopracciglia; lo sguardo è severo e i lineamenti forti ma mai grotteschi. È sempre il viso di un uomo maturo, pieno di autorità. Il vero Rollate deve incutere timore già solo a guardarlo in volto.
Prende il nome dalle rolln, i rumorosi campanacci in forma di sfere metalliche che la maschera porta legate in vita con una catena (kettn) e che fa risuonare al suo cammino. I campanacci possono essere uno più grande (come in origine) o due. La catena è quella utilizzata un tempo per legare il bestiame in stalla. Ha una camminata particolare per far risuonare adeguatamente i campanacci producendo un grande frastuono.
Il Rollate indossa pantaloni a righe orizzontali bianche e marroni piuttosto ampi, un tempo di lana e lino, ricavati dai teli (hile) usati in passato per coprire gli armenti in inverno.
Porta scarponi di cuoio chiodati (aisnschui), che permettono di camminare su terreni ghiacciati senza scivolare. 
Unica civetteria è un fazzoletto (hòntich) al collo, sopra la pelliccia e piegato a triangolo, che varia di colore a seconda dello stato civile di chi lo indossa: rosso per gli uomini coniugati e bianco per i celibi (ma il colore può essere invertito a discrezione del figurante). È solitamente più utilizzato il fazzoletto bianco.
Le mani sono coperte da guanti di lana a manopola di colore grigio o marrone (hòntschn).
Il rollate cammina brandendo una scopa (un tempo di rami di erica - hadratpesn) che, a seconda dei casi, viene usata in modo minaccioso o scherzoso in tempi recenti. 
I figuranti sono solitamente giovani o uomini alti e robusti, in modo tale che la figura risulti imponente. Per tradizione è limitato l'uso del mascheramento ai soli uomini.